# Hartwall
Hartwall est l'un des plus grands fabricants de boissons en Finlande.

## Présentation
L'entreprise est fondée en 1836.
Hartwall a son siège à Helsinki, avec une usine de production à Lahti et une usine d'embouteillage d'eau de source à Karijoki.
En 1994, Hartwall est cotée à la Bourse d'Helsinki.
La société danoise Royal Unibrew achete Hartwall en 2013.

## Produits
Les produits d'Hartwal comprennent entre autres les boissons gazeuses, eaux minérales, boissons énergétiques, jus de fruits, bières et cidres,

## Galerie

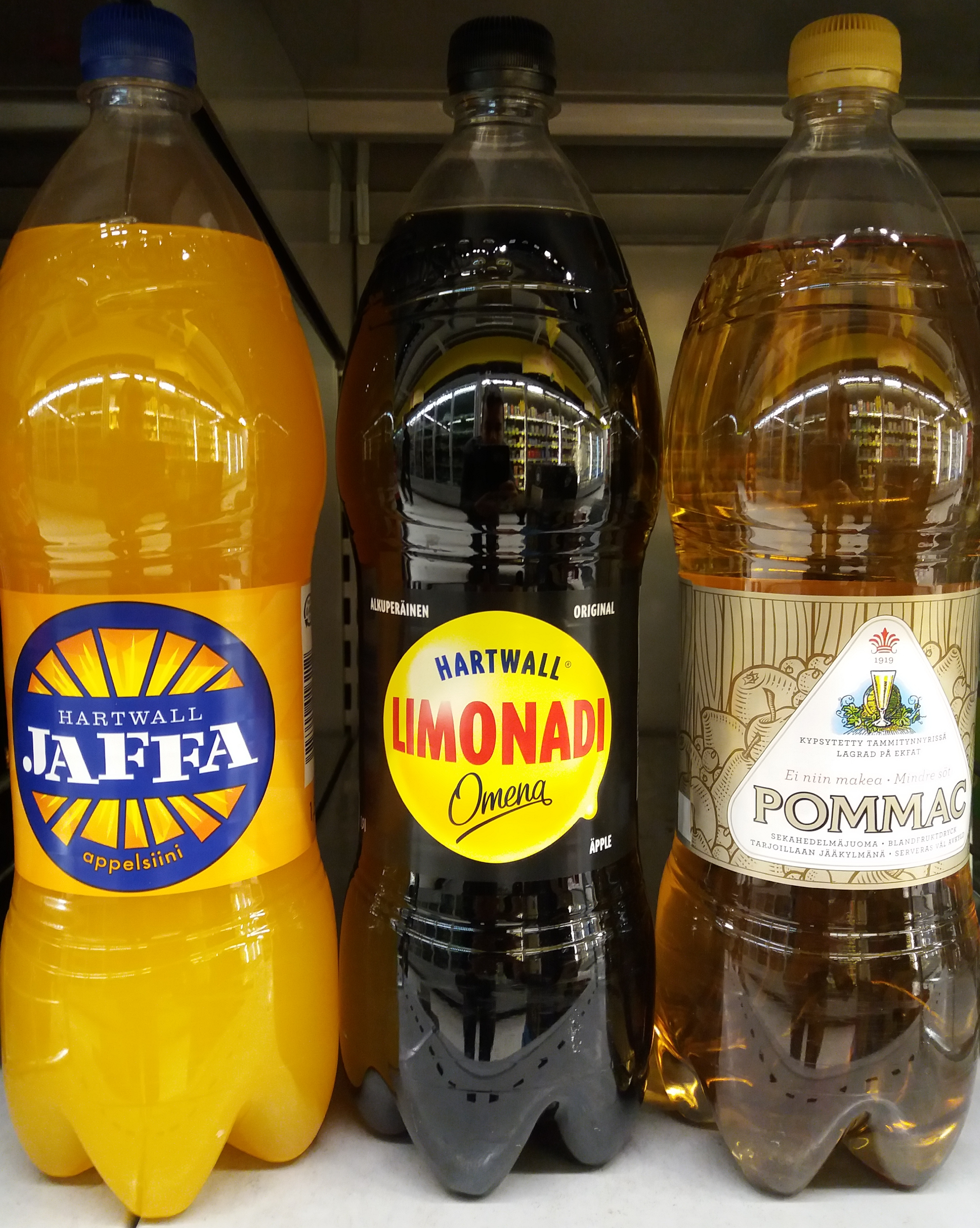
Boissons gazeuses.
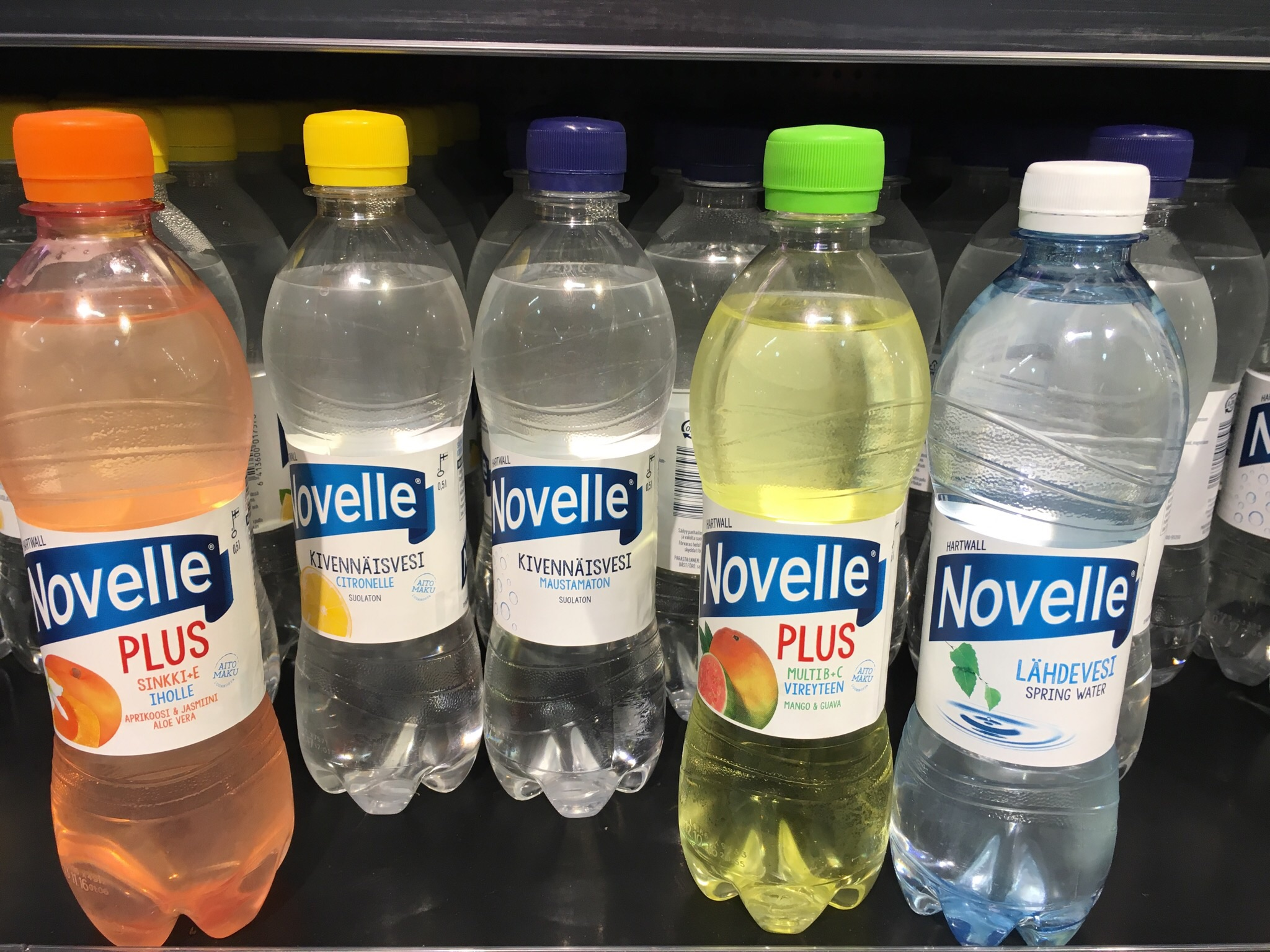
Eau Novelle.
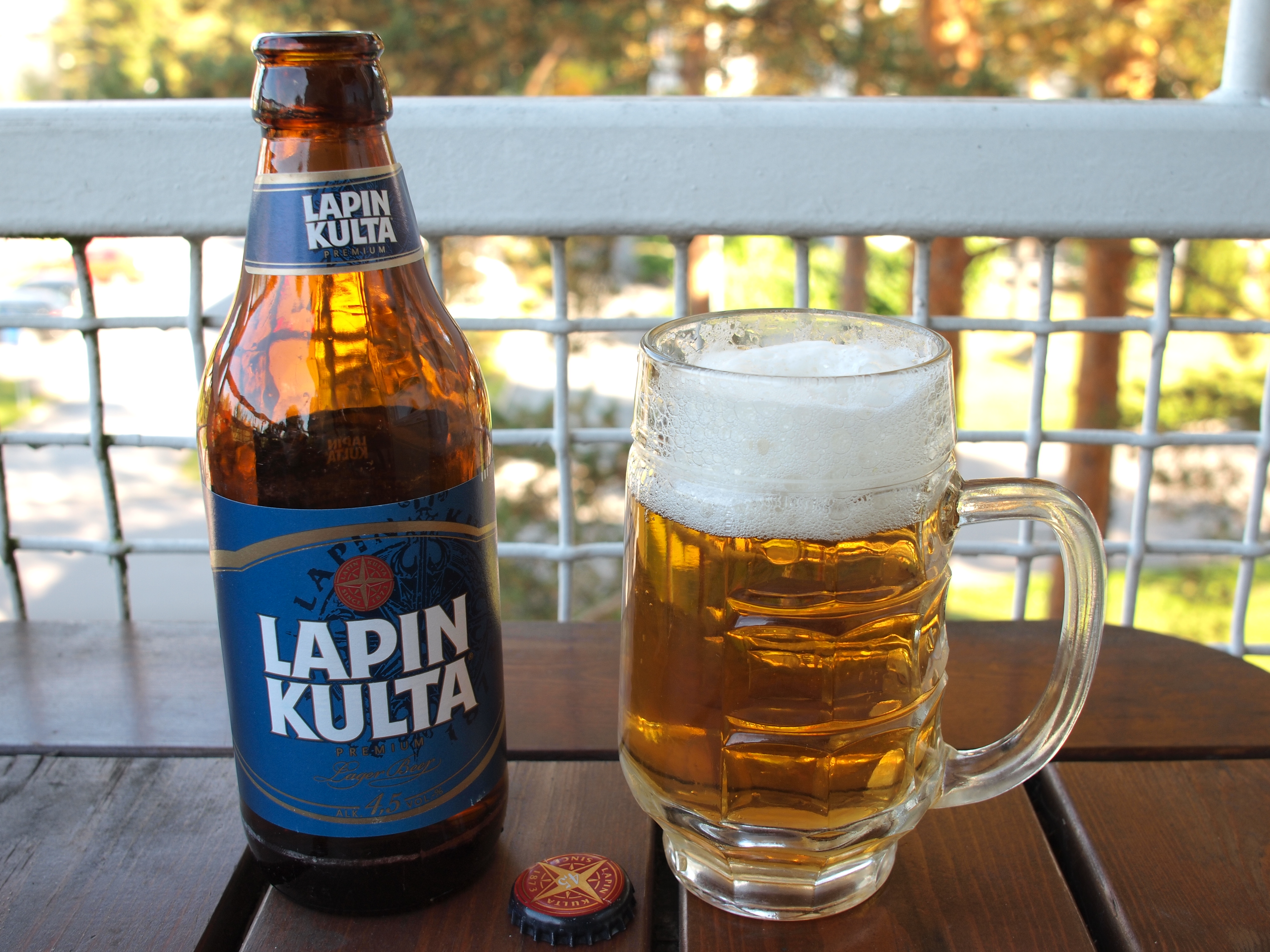
Bière Lapin Kulta.
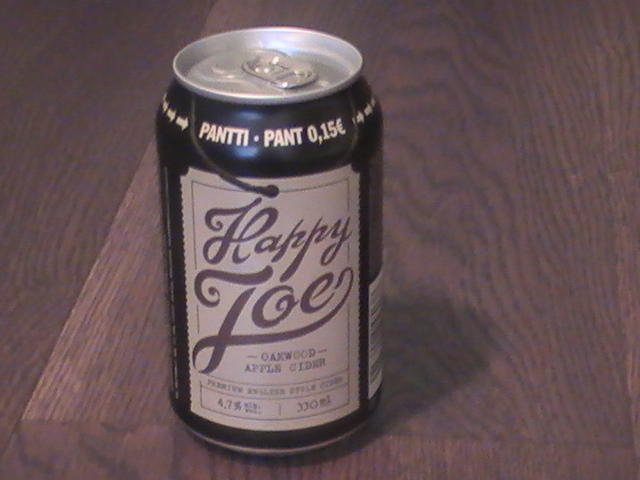
Happy Joe.
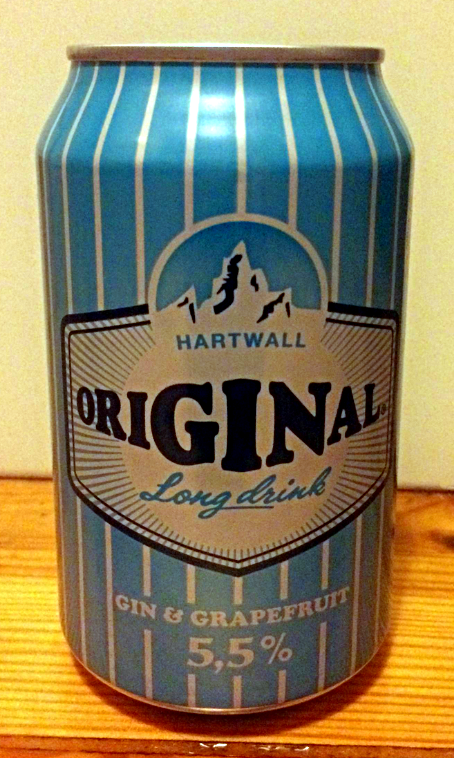
Long Drink.